# Rue de Bagneux
La rue de Bagneux est une ancienne voie de communication du centre-ville de Châtillon dans les Hauts-de-Seine.

## Situation et accès

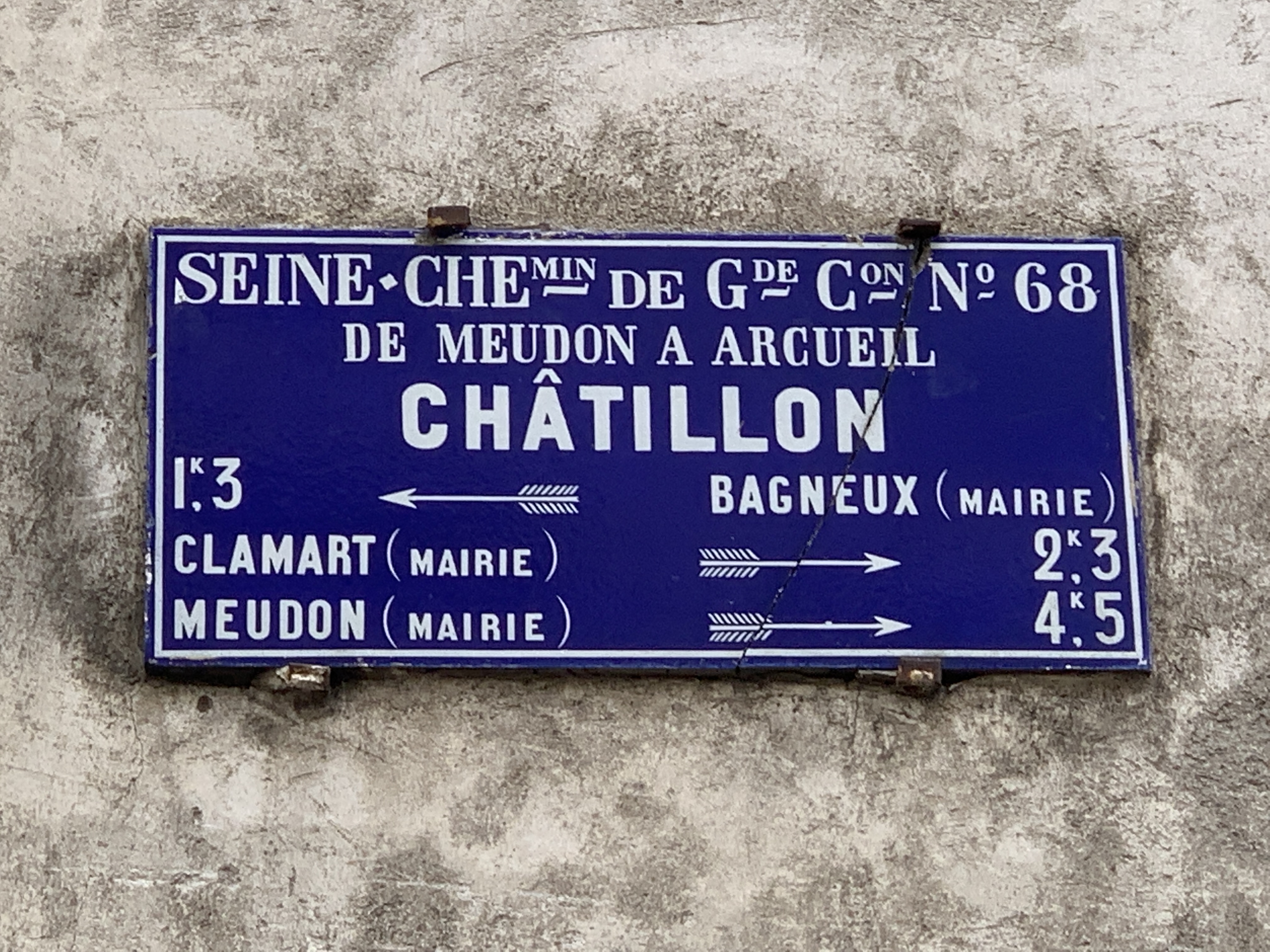
Plaque de cocher de la rue de Bagneux, placée côté nord.

Cette rue orientée du nord-ouest au sud-est part de l'intersection de la rue de la Mairie et de la rue de la Gare, traverse le cœur de la vieille ville en marquant le début de l'impasse Samson, et rencontre notamment la rue de Fontenay et l'avenue de la République.
Elle se termine à un rond-point créé dans les années 1910, et situé alors au carrefour de la route d'Orléans et de la rue de Paris à Montrouge. S'y croisent aujourd'hui la rue Perrotin, la rue de Chartres, le boulevard de la Liberté, la rue Colbert, et l'avenue du Général-de-Gaulle à Bagneux (anciennement avenue de Châtillon) sur le même axe.

## Historique

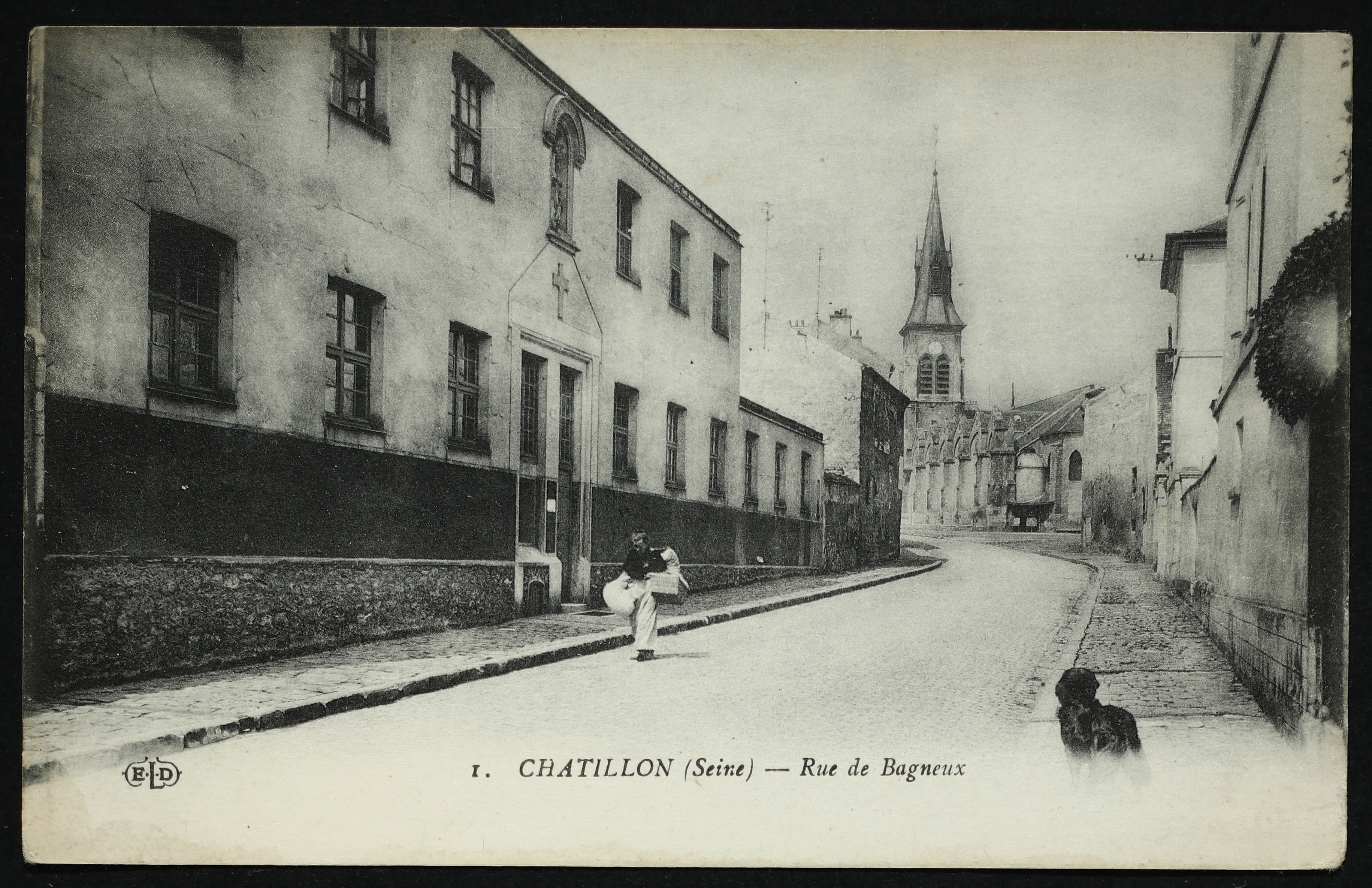
Carte postale de la rue de Bagneux, prise vers 1900. L'orphelinat du Sacré-Cœur se trouve sur la gauche.

C'est par un acte du notarié en date du 16 mars 1483 que la veuve de Jean Richer cédait une masure et le terrain y attenant à Robert Gaguin, docteur en décret, et ministre général  de l’Ordre des Trinitaires, aussi appelé Ordre des Mathurins. Il y fit construire une demeure qui prit le nom d'hôtel des Mathurins.
La partie allant de l’église à la future rue Colbert est visible sur le plan de 1693, quoique sans dénomination.
Cette voie devint par la suite une partie du chemin de grande communication no 68.

## Origine du nom
Son nom provient simplement de ce qu'elle est le chemin historique menant à la ville de Bagneux.
Antan, elle se nommait rue du Four, car menant à un four seigneurial, où la population faisait cuire son pain.

## Bâtiments remarquables et lieux de mémoire
- Hôtel de ville de Châtillon.

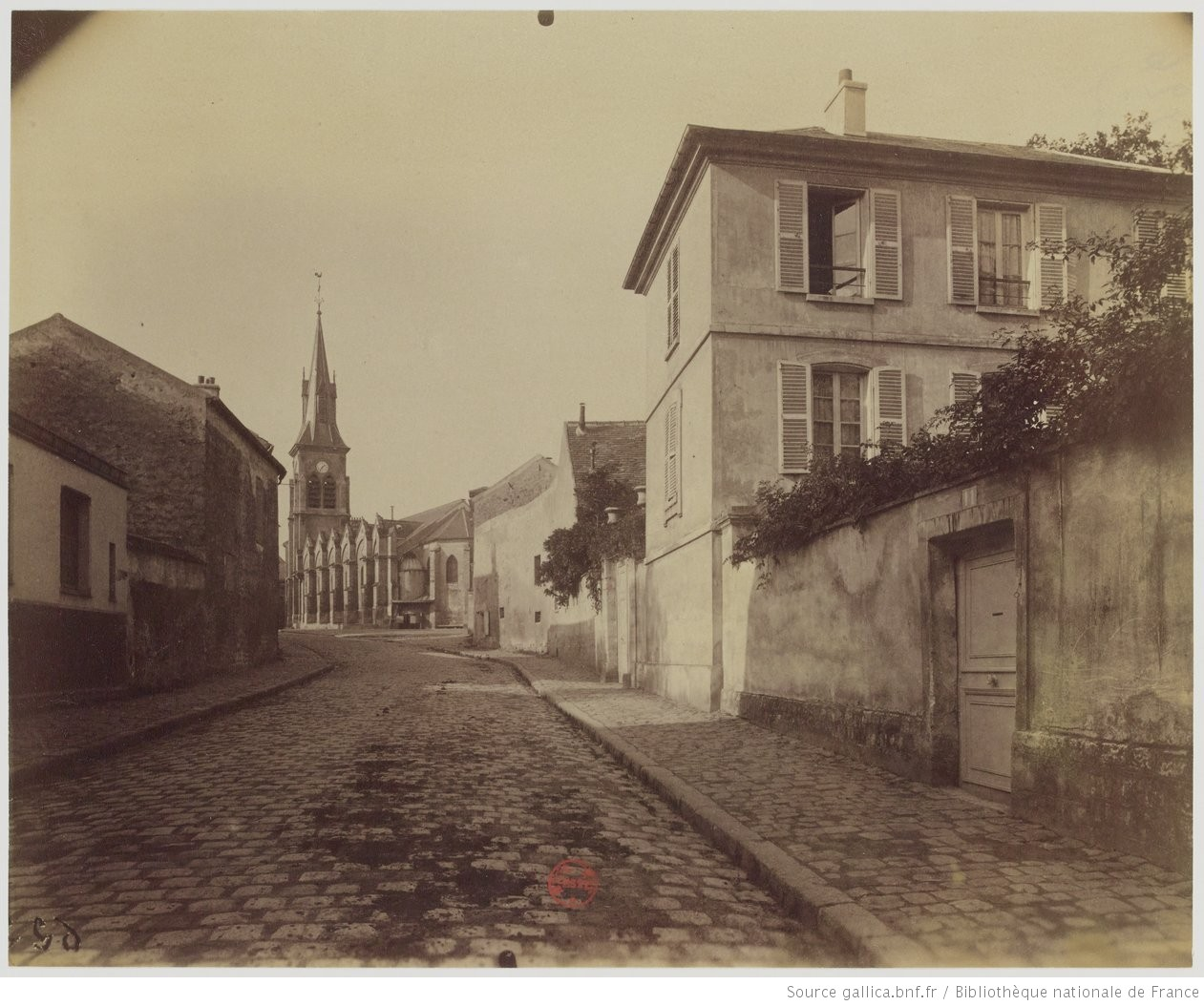
Maison de Madame Perrotin, villégiature de Béranger. Photographie d'Eugène Atget, 1901.

- Église Saint-Philippe-et-Saint-Jacques de Châtillon, devant l'ancienne place Nationale[5].
- Maison Perrotin, où a vécu le chansonnier Pierre-Jean de Béranger[6]. Cette bâtisse, anciennement Hôtel des Mathurins et qui appartint à l'éditeur de Béranger, est maintenant la Maison des Arts[7]. Elle est inscrite à l'Inventaire général du patrimoine culturel[8].
- Parc Henri-Matisse.
- Au no 11, habitait en 1842 l'éditeur Louis Hachette[9].
- Au no 12, emplacement de l'ancien orphelinat du Sacré-Cœur, dirigé par les Franciscaines de Notre Dame du Calvaire de Grèzes (aujourd'hui rattachées au Sœurs de Saint François d'Assise)[10].